# Oripeau
Oripeau désignait autrefois une mince feuille de laiton ou du cuivre battu en feuille à la manière de la feuille d'or, utilisé en remplacement de celles-ci pour imiter l'or et le bronze antique. On l'a appelé quelquefois bronze jaune, ou or en coquille, or d'Allemagne, or massif, clinquant (ce terme désigne toute feuille fine de métal, et notamment d'or et d'argent). Oripeau désigne encore les tissus imitant le tissu d'or par le même moyen, et par extension toute étoffe de couleurs vives et criardes.
L'oripeau, d'abord vendu en feuille, est réduit en poudre - On la vend au livret ou paquet[source insuffisante].
Oripeaux est passé dans le langage courant pour désigner des étoffes brillantes, qui attirent l’œil et qui, vues à distance, font un certain effet. Un comédien vêtu d'oripeaux. Il désigne familièrement des guenilles. Il se dit figurément des choses qui brillent, qui ont un éclat apparent et sous lesquelles il n'y a rien de solide. Les oripeaux de la vanité.